# Gabri García
Gabri García, född den 10 februari 1979 i Sallent de Llobregat, Barcelona, är en spansk före detta fotbollsspelare. Han spelade bland annat i FC Barcelona och AFC Ajax.
Vid fotbollsturneringen under OS 2000 i Sydney deltog han det spanska lag som tog silver. 